# Cioara de Sus, Alba
Cioara de Sus este un sat ce aparține orașului Baia de Arieș din județul Alba, Transilvania, România.

## Istoric
Localitatea nu apare pe Harta Iosefină a Transilvaniei din 1769-1773 (Sectio 122). Este atestată documentar în anul 1805.

 Acest articol despre o localitate din județul Alba este deocamdată un ciot. Puteți ajuta Wikipedia prin completarea lui.